# Ги Ибелин (коннетабль Кипра)
Ги Ибелин (фр. Guy d'Ibelin; 1215/1218 — после мая 1255) — маршал и коннетабль Кипрского королевства из рода Ибелинов.
Ги был пятым сыном сеньора Бейрута Жана Ибелина и Мелисанды Арсуфской. Он стал приближённым кипрского короля Генриха I (упомянут в двух королевских указах). В 1249 году вместе с братом Балдуином командовал крестоносцами с Кипра во время осады Дамьетты. Согласно средневековому историку Жану де Жуанвилю, он был одним из наиболее опытных рыцарей своего времени и хорошим правителем Кипра.
Ги был женат на Филиппе Барле. Их дети:
- Балдуин Ибелин (ум. после 08.1286), байли Иерусалимского королевства, впоследствии коннетабль Кипрского королевства
- Жан Ибелин, убит в 1277 году
- Эмери Ибелин
- Балиан Ибелин (1240—1302), сенешаль Кипрского королевства в 1286—1302
- Филипп Ибелин (1253—1318), сенешаль Кипрского королевства в 1302—1318
- Изабелла Ибелин (1241—1324), супруга кипрского короля Гуго III
- Алиса Ибелин, супруга Оде де Дампьер сюр Салон
- Эшива Ибелин
- Мелисенда Ибелин
- Мария Ибелин